# لورنس جی دلوکاس
لورنس جی دلوکاس (به انگلیسی: Lawrence J. DeLucas) فضانورد اهل کشور ایالات متحده آمریکا است که در ۱۱ ژوئیه ۱۹۵۰ میلادی در سیراکیوز، نیویورک زاده شد. وی در مأموریت اس‌تی‌اس-۵۰ حضور داشته است.